# 秤量房 (豪达)

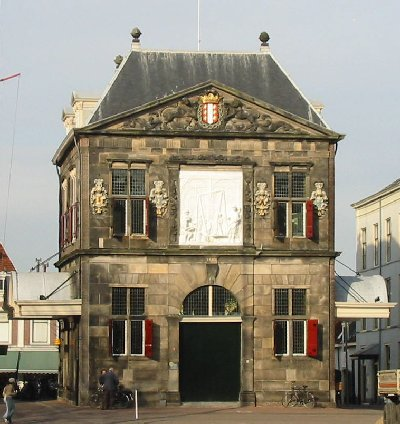

秤量房（荷蘭語：De Waag）是荷兰南荷兰省豪达的一座秤量房。该建筑建于1668年，由彼得·波斯特（Pieter Post）设计，位于市场上。该建筑原为奶酪计重所用。现在该建筑已成为豪达奶酪和工艺品博物馆的所在地。